# Luis Berenguer
|  | Per a altres significats, vegeu «Luis Berenguer Fuster». |

Luis Berenguer Moreno de Guerra (Ferrol, la Corunya, 21 de desembre de 1923 - San Fernando, província de Cadis, 14 de setembre de 1979) va ser un enginyer naval i escriptor espanyol guardonat amb el Premi de la Crítica de narrativa castellana l'any 1968 per la seva primera novel·la El mundo de Juan Lobón (1967) i amb el Premi Nacional de Literatura "Miguel de Cervantes" l'any 1969 per Marea escorada.
Va passar la seva infància a Madrid i durant la Guerra Civil va viure a la Aljorra (Cartagena), perquè el seu pare era metge de l'Armada. L'any 1944 ingressa a l'Escola Naval Militar on va aconseguir el grau d'alferes de navili; anys després es va fer enginyer d'armes navals i va arribar al grau de Capità de Fragata. Va viure molts anys de la seva vida a la població de San Fernando a Cadis, s'hi va casar amb Elvira Montsó Ristori i van tenir onze fills.
La seva vocació literària va ser tardana, deslligat dels grups d'escriptors de la seva generació -la de 1950-. Entra al món literari amb “El món de Juan Lobón” (1967), novel·la on un caçador furtiu andalús explica la seva vida i els seus enfrontaments amb els representants i beneficiaris de la llei. Aquesta primera incursió en el gènere li va valer el lloc de finalista del Premi Alfaguara i el Premi de la Crítica corresponent a 1967. Televisió Espanyola va fer una mini-sèrie adaptant la novel·la amb el mateix nom en 1989 dirigida per Enrique Brassó.
Van venir després en pocs anys altres cinc novel·les que van suposar la totalitat de la seva obra, degut a la seva mort prematura als 56 anys.
L'editorial Algaida ha reeditat la seva obra sencera en el 30è aniversari de la seva mort.
Tot i haver nascut al Ferrol, la ciutat de San Fernando (Cadis) el va acollir i ha ofert diversos reconeixements a la seva persona: Un premi literari internacional, un carrer i una Biblioteca porten el seu nom, i l'any 2009 la Reial Acadèmia de San Romualdo de Ciències, Lletres i Arts va retre-li un homenatge amb un discurs especial d'Enrique Montiel.

## Obres
- El mundo de Juan Lobón (1967): Premi de la Crítica
- Marea escorada (1969): finalista del Premi Alfaguara i Premi Nacional de Literatura.
- Leña verde (1972): Premi Alfaguara (tanca la trilogia situada en el Cadis de postguerra amb una visió de la decadència de l'aristocràcia rural).
- Sotavento. Crónica de los olvidados (1973): novel·la històrica escrita en estil culte (en les anteriors brillava amb força la llengua popular) i situada en el s. XIX: on es narra la crònica d'una estirp de marins destinats en Ultramar. La fascinació per la tradició familiar (mescla màgica realista d'història, fantasia i humor) i l'admiració per la fortalesa femenina s'uneix a la desmitificació d'una empresa sense futur.
- La noche de Catalina virgen (1975): Un camió s'encasta en un bordell i mata a mitja localitat. Aquesta mateixa nit mor també el marit de Catalina, considerada verge per tots perquè creuen que el seu matrimoni de conveniència, mai es va consumar. Catalina representa tots els mals d'una societat malalta d'incomunicació i falta de generositat i comprensió.
- Tamatea, novia del otoño (1980), pòstuma.